# زرينا بهيمجي
زرينا بهيمجي (بالإنجليزية: Zarina Bhimji) (من مواليد 1963) هي مصورة أسيوية أوغندية، مقرها في لندن. تم ترشيحها لجائزة تيرنر في عام 2007 ، عرضت في دوكيومينتا 11 في عام 2002 ، وتمثلها في المجموعات العامة لتيت، ومتحف الفن المعاصر في شيكاغو ومودينا موزيست في ستوكهولم.

## الحياة والعمل
وُلدت بهيمجي في مبارارا بأوغندا، وتلقى تعليمه في ليستر بوليتكنيك (1982-1983)، وكلية جولد سميث (1983-1986)، ومدرسة سليد للفنون الجميلة، جامعة كوليدج في لندن (1987-1989).
في عام 2001، أقامت بهيمجي معرضها الفردي الأول في الولايات المتحدة، تنظيف الحديقة، في معرض تلوار، نيويورك  وفازت بجائزة EAST في EASTinternational التي اختارتها ماري كيلي وبيتر فولن.
شاركت في 11 في الفترة من يونيو إلى سبتمبر 2002 مع فيلمها 16 ملم.
من عام 2003 إلى عام 2007، سافرت على نطاق واسع في الهند وشرق أفريقيا وزنجبار، ودراسة الوثائق القانونية وقصص أولئك الذين شكلوا السلطة البريطانية في تلك البلدان، وإجراء المقابلات والتقاط الصور.
في عام 2003، حصلت بهيمجي على جائزة المركز الدولي للتصوير الفوتوغرافي، جائزة لانهاية في فئة فن التصوير الفوتوغرافي.

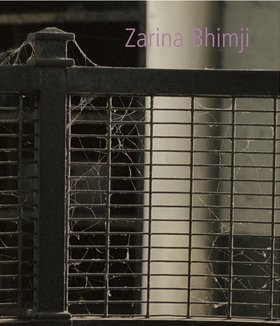
زرينا بهيمجي
-دراسة نشرت من قبل رايدنغ هاوس في عام 2012..

في عام 2007، تم ترشيحها لجائزة تيرنر لالتقاط صور لأوغندا. كان موضوعهم طرد الآسيويين من البلاد بواسطة عيدي أمين وما تلاه من خسائر وحزن. تم عرض الصور في معرض Haunch of Venison London في لندن وزيوريخ. تضمنت عرض جائزة تيرنر فيلمًا بعنوان انتظار الذي تم تصويره في مصنع لتجهيز السيزال.

## يصف معرض تيت أعمالها
صورت بهيمجي آثار الإنسان في المناظر الطبيعية والهندسة المعمارية. الجدران هي فكرة متكررة، تجتذبها من خلال استيعابها للتاريخ، حيث تصبح سجلاً لأولئك الذين بنوا، عاشوا الداخل، وفي النهاية تخلوا عنها. على الرغم من غياب واضح للجسم، فإن الصور تنبعث من وجود بشري. الإشارة إلى أنه في بعض الأحيان صريحة - صف من البنادق التي تنتظر استخدامها في النوم غير القانوني، ولكن في بعض الأحيان ضمني فقط - أسلاك معلقة، غير متصلة وكهربائية في بلدي المحروقة قلبي ...
تستحوذ بهيمجي على مواقعها بشواغل رسمية لا هوادة فيها تهدف إلى نقل صفات المشاعر الإنسانية العالمية والوجود - الحزن والشوق والحب والأمل. أماكن ملموسة تصبح مشاعر مجردة حيث أن الإيقاعات المادية للمناظر الطبيعية والهندسة المعمارية تصبح نفسية.
في عام 2012، عُقد أول معرض استقصائي كبير لعملها في معرض وايت تشابل، لندن، من يناير إلى مارس 2012، والذي تم خلاله 25 عامًا من عملها. افتتحت مع العرض الأول لفيلمها الجديد، التصحيح الأصفر (2011)، في معرض الفن الجديد والسال  ومعرض وايت تشابل. استوحي الفيلم من التجارة والهجرة عبر المحيط الهندي. ونشرت دراسة مصاحبة من قبل رايدنغهاوس.
يتألف فيلم رصاص أبيض من أكثر من 100 صورة غير محررة وتطريزات متعددة، وهو عبارة عن تأمل في القوة والجمال. إنها تتويجا لتحقيق استمر على مدى عقد من الزمان في عدة قارات، حيث تم البحث في الأرشيفات الوطنية لالتقاط تفاصيل الكلمات والخطوط والطوابع والرسومات. تخلق بهيمجي روايات شعرية عن طريق تحرير هذه التفاصيل وتكرارها، كما لو كان بناء تركيبة موسيقية، لاستكشاف ما تقوم به المحفوظات، وكيف تصنف وكيف تكشف الأيديولوجيات المؤسسية. كما يجمع العمل بين الحرف الرقمية والمادية - بما في ذلك استخدام التطريز لأول مرة في ممارسة بهيمجي - لفتت الانتباه إلى القوام والمسارات والضوء والظل. وقد قامت مؤسسة الشارقة للفنون بتأدية عملها الأخير، وهو «الرصاص الأبيض» بدعم من مجلس الفنون في إنجلترا.

## مجموعات
يتم عمل بهيمجي في المجموعات العامة التالية:
- تيت [12]
- متحف الفن المعاصر في شيكاغو [13]
- موديرنا ميوزيست في ستوكهولم [14]

## الروابط الخارجية
- الموقع الرسمي